# 이영수 (경찰)
이영수(李榮洙, 1906년 3월 4일 ~ ?)는 일제강점기의 경찰로, 본적은 평안북도 벽동군 성남면이다.

## 생애
1928년 10월 15일 조선총독부 평안북도 순사로 임명되었고 이와 동시에 순사교습생으로 발탁되었다. 1929년 2월 26일 순사교습 과정을 수료한 뒤부터 평안북도 창성경찰서에서 순사로 근무했다. 평안북도 창성경찰서 창평경찰관출장소(1930년 1월 6일)와 전창경찰관주재소(1931년 3월 31일), 묘동경찰관출장소(1931년 10월 1일), 창주경찰관주재소(1932년 12월 27일)에서 근무했으며 1933년 3월 17일 폐결핵으로 인해 의원면직되었다.
평안북도 창성경찰서 순사로 근무하던 중에 일어난 만주사변 당시 국경 경비 업무와 항일 무장 세력 진압에 참여했다. 1932년 6월 1일부터 6월 14일까지 항일 무장 세력과 수차례에 걸친 교전을 벌인 끝에 항일 운동가 77명을 살상했고, 이들이 갖고 있던 각종 무기들을 압수했다. 또한 사비를 들여 밀정을 고용했으며 자신이 직접 정찰 활동을 해서 각종 정보를 수집한 뒤 일본군과 공동 작전을 수행할 때 직접 척후 활동을 벌여, 일본군의 항일 무장 세력 진압 작전 수행에 기여했다.
1934년 4월 29일 일본 정부로부터 훈8등 욱일장을 받았으며, 1934년 8월 28일 만주 사변에 적극 협력한 공로를 인정받아 만주 사변 종군기장에 상신되었다. 1934년 9월 25일 만주 사변에 협력한 공로를 인정받아 일본 정부의 만주 사변 행상에서 훈공 을(勳功 乙)에 상신되었고, 1935년 7월 25일 훈공 을(勳功 乙)을 받았다. 
친일반민족행위진상규명위원회가 발표한 친일반민족행위 705인 명단에 포함되었다.

## 참고 자료
- 친일반민족행위진상규명위원회 (2009). 〈이영수〉. 《친일반민족행위진상규명 보고서 Ⅳ-13》. 서울. 495~501쪽.